# Улица Возрождения (Санкт-Петербург)
Улица Возрожде́ния — улица в Кировском районе Санкт-Петербурга. По описанию на 1917 год проходила «от № 74 Петергофского шоссе до огорода Шлякова», пересекая Новый переулок, Жановскую улицу и Сапожников переулок.
С учётом последующих переименований и продления улицы её трасса в настоящее время проходит от проспекта Стачек за Броневую улицу.

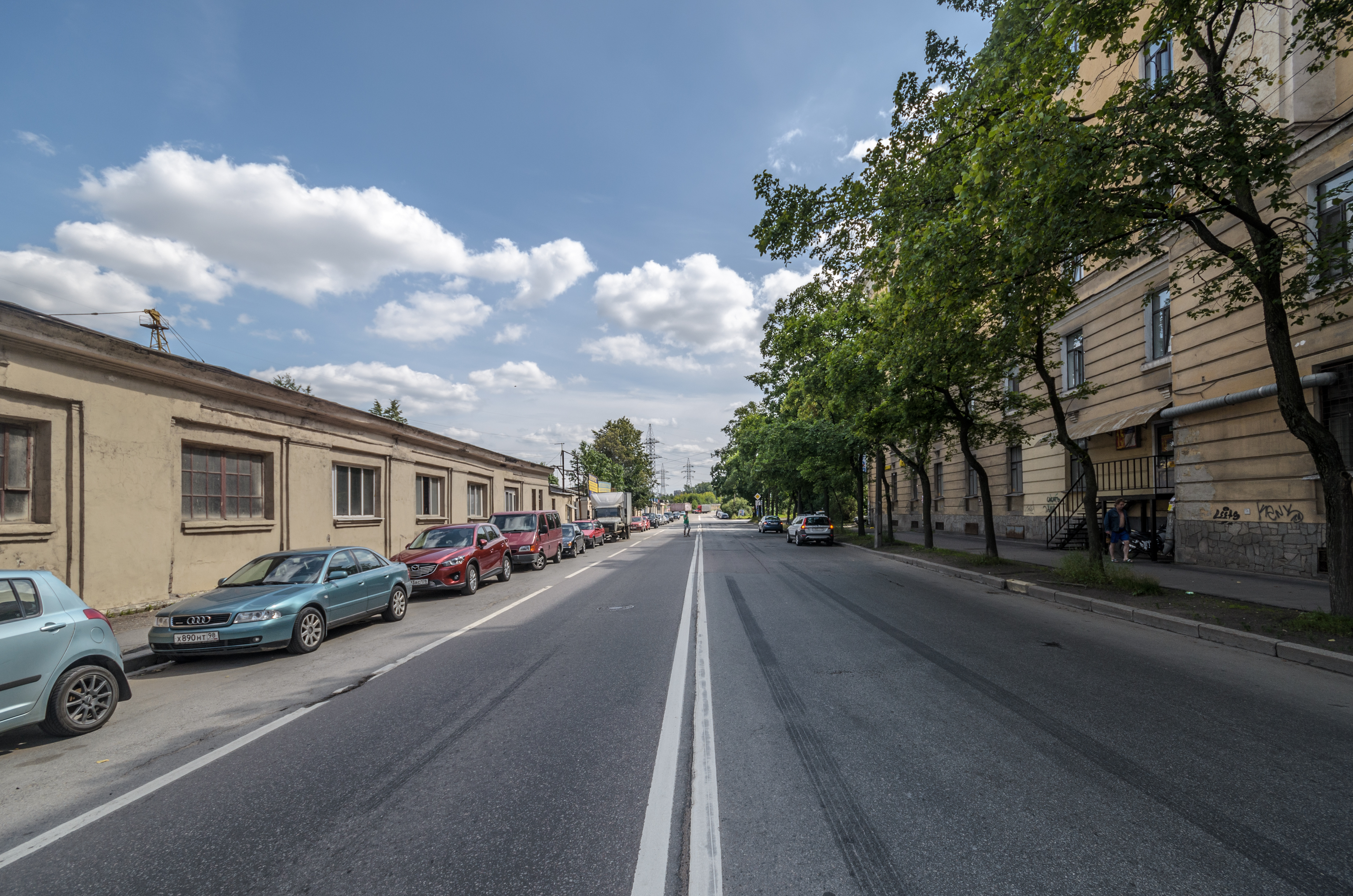
Возле пересечения с улицей Зайцева

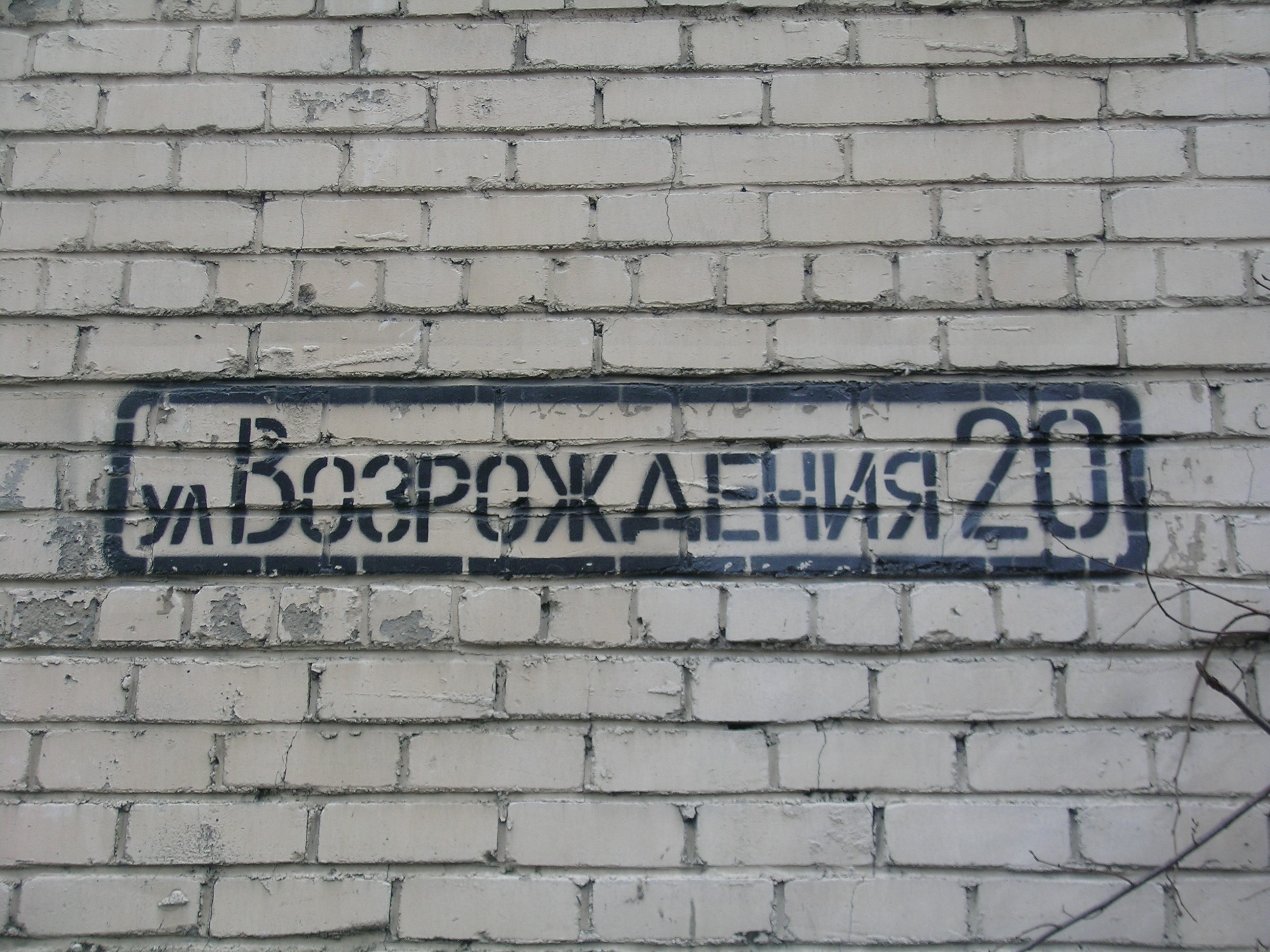

## История переименований
- Богомолова (Богомоловская) улица — с 1881 года по 6 октября 1923 года
- улица Возрождения — с 6 октября 1923 года

Первоначальное имя, Богомолова улица, или Богомоловская улица, известно с 1881 года. Инверсия Богомолова улица → улица [имени] Богомолова некорректна, так как «Богомолова» здесь — не фамилия, а образованное от неё притяжательное прилагательное в именительном падеже, обозначающее принадлежность живому существу или лицу (ср. Лисий Нос) и отвечающее на вопрос «чья?», а не «имени кого».
Название улицы происходит от фамилии семьи владельцев питейных и торговых заведений, а также участков вдоль Петергофского шоссе, на которых строились двухэтажные деревянные доходные дома, в которых снимали комнаты и углы рабочие Путиловского завода.
Основоположник семейного дела, Семён Богомолов, начал наживать своё состояние с кабака «Финский залив» в расположенной к югу от Путиловского завода деревне Емельяновке близ одноимённой реки. Свои доходы Семён Богомолов затем успешно реинвестировал в другие питейные заведения, лавки и земельные участки за Нарвской заставой, владельцем которых он стал.
По состоянию на 1917 год его сын, Степан Семёнович Богомолов, владел двумя участками с домами на Петергофском шоссе (ныне проспект Стачек), с нумерацией 72 и 74-2, у пересечения с Богомоловой улицей. Один из этих домов (современная нумерация: проспект Стачек, 48, литера И) является выявленным объектом культурного наследия «Дом С. С. Богомолова», другой не сохранился. Участок и строение по Богомоловской улице, 3 (за Новым переулком) к 1917 году был записан на внука, Богомолова Степана Степановича.
До 1918 года Богомолова улица находилась за чертой города и принадлежала пригородному Петергофскому участку. По этой причине до начала 1910-х годов улица не попадала на карты города, оказывалась либо за обрезом карты, либо на белом поле, оставляемом на месте всего Петергофского участка.

## Пересечения
- проспект Стачек
- улица Маршала Говорова
- улица Зайцева
- Автовская улица
- Броневая улица

## Интересные факты
- На Богомоловой улице в конце XIX века жил рабочий Путиловского завода Тимофей Матвеевич Матвеев — дедушка (со стороны матери) Ю. А. Гагарина[7].
- Улица была такой бедной и запущенной (дома стояли так тесно, что можно было здороваться за руку из окна в окно), что жители иронически называли её «Миллионной».
- После постройки в начале XX века Путиловской церкви (освящена в 1907 году) улица в месте её пересечения с Петергофским шоссе (ныне проспект Стачек) обозначила южную сторону площади, примыкающей к храму. Однако ложная коннотация варианта названия улицы «Богомоловская» с богомольцами возникнуть не успела, так как в январе 1925 года церковь была закрыта, и вскоре перестроена под клуб.
- Новое название «улица Возрождения» должно было символизировать возрождение к новой жизни после революции.